# WebSphere

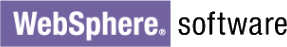
Logo

WebSphere si riferisce ad un brand di IBM, nella fattispecie a WebSphere Application Server (WAS).
WebSphere definisce la categoria di software middleware (application server) ed è progettato per definire, operare ed integrare applicazioni e-business attraverso multiple piattaforme di elaborazione che usano tecnologia web. Esso include componenti runtime come WAS e tool che sviluppano applicazioni che girano su WAS.

## Software IBM WebSphere
Questa è la lista completa dei software IBM WebSphere, elencati secondo la classificazione IBM. Numerosi prodotti compaiono in più di una categoria.

### Server di Applicazione
Piattaforma di esecuzione di applicazioni Web interoperabili.
- WebSphere Application Server
  - Community Edition
  - Express
  - Network Deployment
- WebSphere Developer
- WebSphere Extended Deployment
- WebSphere Host Access Transformation Services
- WebSphere Real Time
- WebSphere Studio Application Developer
- WebSphere Studio Device Developer
- WebSphere Edge Server
- WebSphere Remote Server

### Integrazione aziendale
Server di integrazione per le infrastrutture centralizzate, l'integrazione delle applicazioni e l'automazione dei processi.

#### Connettività Applicativa
- WebSphere Adapters
- WebSphere Data Interchange
- WebSphere DataPower SOA Appliances
- WebSphere Enterprise Service Bus
- WebSphere Message Broker
- WebSphere MQ
- WebSphere MQ Everyplace
- WebSphere Service Registry and Repository
- WebSphere Transformation Extender

#### Integrazione dei processi
Server che forniscono supporto all'esecuzione dei processi e infrastrutture per l'integrazione delle applicazioni in tempo reale, elaborazione basata su eventi e automazione dei processi di business
- WebSphere Business Integration Server Express
- WebSphere Business Integration Workbench Entry Edition
- WebSphere Business Integration Workbench Server
- WebSphere Business Modeler
- WebSphere Business Monitor
- WebSphere Business Services Fabric
- WebSphere Event Broker
- WebSphere Integration Developer
- WebSphere InterChange Server
- WebSphere MQ Workflow
- WebSphere Partner Gateway
- WebSphere Process Server

#### Altri server per l'integrazione aziendale
- IBM Global Data Synchronization for WebSphere Product Center
- WebSphere Business Integration for Healthcare Collaborative Network Gateway
- WebSphere Business Integration Server Express Plus
- WebSphere Business Integration Server Foundation for z/OS
- WebSphere Front Office for Financial Markets
- WebSphere Service Registry and Repository
- WebSphere Studio Application Developer Integration Edition

### Commercio Elettronico
Soluzioni di commercio elettronico con funzioni di gestione ordini, vendita e marketing. 
- IBM WebSphere Commerce
  - Enterprise
  - Express
  - Professional

### Wireless, Voice, Pervasive

#### Device Software
Scambio di dati e interazione vocale tramite dispositivi wireless e mobili.
- WebSphere Everyplace Custom Environment
- WebSphere Everyplace Micro Environment
- WebSphere Everyplace Access
- WebSphere Everyplace Deployment
- WebSphere Everyplace Mobile Portal Enable
- Embedded ViaVoice
- Unified Messaging for WebSphere Voice Response
- WebSphere Everyplace Subscription Manager
- WebSphere Voice Response for AIX
- WebSphere Voice Server
- WebSphere Translation Server
- WebSphere Everyplace Device Manager
- WebSphere Everyplace Mobile Portal
- WebSphere Everyplace Server for Telecom
- WebSphere IP Multimedia Subsystem Connector
- WebSphere Presence Server
- WebSphere RFID Premises Server
- WebSphere Telecom Web Services Server

### Networking
Directory integrate, connettività e sicurezza tra utenti e applicazioni di e-business.
- WebFacing Deployment Tool with HATS Technology
- WebSphere Host Access Transformation Services
- WebSphere Host Integration Solution
- WebSphere Host On-Demand

### Produttività aziendale, Portali & Collaborazione
Messaggistica in tempo reale, riunioni di gruppo virtuali, portali e ambienti basati sui ruoli.
- WebSphere Portal
- WebSphere Portlet Factory
- IBM Rational Application Developer
- Application Server Toolkit
- Branch Transformation Toolkit for WebSphere Studio
- WebFacing Deployment Tool with HATS Technology
- WebSphere Developer
- WebSphere Development Studio Client Advanced Edition for iSeries
- WebSphere Studio Asset Analyzer
- WebSphere Studio Device Developer
- WebSphere Developer Debugger for System
- IBM Asset Transformation Workbench
- WebSphere Studio Workload Simulator for z/OS and OS/390